# Фельмар
Фельмар (нем. Vellmar) — город в Германии, в земле Гессен. Подчинён административному округу Кассель. Входит в состав района Кассель.  Население составляет 18 163 человека (на 31 декабря 2010 года). Занимает площадь 13,97 км². Официальный код — 06 6 33 026.